# 乔伊·保罗·吉尔福特
乔伊·保罗·吉尔福特（英語：Joy Paul Guilford，1897年3月7日—1987年11月26日，生於内布拉斯加州马奎特，卒於洛杉矶）是一位美国心理学家，以对人类智力的心理测量学研究而著称。1950年，他首次提出“创造力”的概念。
他毕业于内布拉斯加大学后，进入康奈尔大学师从爱德华·铁钦纳。

## 智力结构模型
主張智力是思考的表現，由思考內容、運作及結果構成了智力結構
認為智力是由三種不同事件所組成，包括思維內容、思維運作及思維結果，由此構成120種智力內容

### 思考的內容
1. 視覺
2. 聽覺
3. 符號
4. 語意的
5. 行為的

### 思考的運作
1. 評價
2. 思考：聚斂思考／擴散思考
3. 記憶：長期記憶／短期記憶
4. 認知

### 思考的結果
1. 單位
2. 類別
3. 關係
4. 系統
5. 轉換
6. 應用

(張淑娟/2006易博士文化)

## 著作
- Guilford, J.P. (1950) Creativity, American Psychologist, vol5, pp444–454.
- Guilford, J.P. (1967) 《人类智力的性质》（The Nature of Human Intelligence）
- Guilford, J.P. & Hoepfner, R. (1971) 《智力的分析》（The Analysis of Intelligence）
- Guilford, J.P. (1982). Cognitive psychology's ambiguities: Some suggested remedies. Psychological Review, 89, 48-59.